# Горин, Владимир Николаевич
Владимир Николаевич Горин (род. 12 ноября 1948 года, д. Рожново, Больше-Болдинский район, Горьковская область, СССР) — советский и российский политик, и.о мэра Нижнего Новгорода в 1997—1998 годах.

## Биография

### Юность
Родился 12 ноября 1948 года.
Школу окончил с серебряной медалью. После окончания инженерно-строительного института был призван в армию.
В 1973 году Горин возвращается в Горький. Начав трудовой путь прорабом, Владимир Николаевич затем работает в «Спецгидрострое» и «Главволговятстрое». Он — главный технолог, заместитель начальника управления, главный инженер. С 1992 года — генеральный директор департамента жилищно-коммунального хозяйства и инженерной инфраструктуры.

### Политическая деятельность
1996—1998 — вице-мэр, управляющий городским хозяйством.
С июля 1997 года по апрель 1998 года — и.о мэра Нижнего Новгорода.

## Семья
Женат, жена — врач городской больницы № 35, у них два сына — оба строители.